# مارینا د ناوآسال
مارینا کونشتمن اوتینگر (زادهٔ ۱۱ مه ۱۹۲۲ – درگذشته در ۲۵ ژانویه ۲۰۱۶)، شناخته‌شده به عنوان مارینا د ناوآسال، روزنامه‌نگار، مجری تلویزیون و گوینده رادیو اهل شیلی و از تبار آلمانی بود.

## زندگی‌نامه
مارینا کونشتمن اوتینگر چهارمین دختر آرتورو کونشتمن گرکِنس و اینِس اوتینگر بود. پس از ازدواج با روزنامه‌نگار اسپانیایی خوزه ماریا ناوآسال، او تصمیم گرفت با نام خانوادگی شوهرش زندگی کند. این زوج دو فرزند به نام‌های خواکین و شیمنه داشتند که هردو روزنامه‌نگار شدند.
مارینا د ناوآسال حرفه روزنامه‌نگاری خود را در سال ۱۹۴۵ با روزنامه لاس اولتیماس نوتیسیاس آغاز کرد و بعداً به روزنامه ال مرکوریو د سانتیاگو پیوست. او همچنین ستون‌نویس روزنامه‌های ال مرکوریو د والپارایسو و ال رانکاگوئینو بود. در سال ۱۹۵۵، او خدمات خبری آگنسیای اطلاعاتی اورب را همراه با آلفردو والدس لوما، آندرس آورتو و همسرش تأسیس کرد. او ستون‌نویس مجله‌های نمایش فیلم (که از ۱۹۶۰ تا ۱۹۶۴ مدیر آن بود) و تی‌وی‌گویا بود.
در تلویزیون، او تنظیم کننده برنامه‌های کانال ۱۳ و گوینده رادیو پرات بود. در ۲۹ ژوئیه ۱۹۸۱، ناوآسال و کونشتمن گزارش زنده ازدواج پرنس چارلز و دیانا اسپنسر را برای کانال ۱۳ ارائه دادند.
در سال ۱۹۸۵ او جایزه لنکا فرانولیک را دریافت کرد و در سال ۱۹۹۵ او و همسرش جایزه اورب را دریافت کردند.
مارینا د ناوآسال در سال ۱۹۹۹ بیوه شد و در ۲۵ ژانویه ۲۰۱۶ در خانه‌اش در ماچالی درگذشت.